# Gerhard Bonnier
Gerhard Bonnier, ursprungligen Gutkind Hirschel, född 21 oktober 1778 i Dresden, död 18 april 1862 i Köpenhamn, var en dansk bokhandlare och bokförläggare samt släkten Bonniers stamfader.
Han växte upp i Dresden i en judisk familj och hans far Löbel Salomon Hirschel (född 1745) var juvel- och mynthandlare. Släkten härstammade från den tysk-judiske klädeshandlaren Jacob Schye i Soborten i Böhmen (född 1674), vars son, juvelhandlaren Löbel Schie (1718–1790) i Dresden blev far till Löbel Salomon Hirschel.
Hösten 1801 flyttade Gutkind Hirschel från Dresden till Köpenhamn och blev inom kort innehavare av ett kommersiellt lånebibliotek. 1804 fick han också tillstånd att öppna en bokhandel på Købmagergade, och han kom även att grunda ett förlag. Några år senare bytte han namn till Gerhard Bonnier. Namnet Bonnier kan vara en fransk variant av det tyska förnamnet Gutkind alternativt taget efter den franske mördade adelsmannen Antoine Bonnier d'Alco (1750-1799), som var franskt sändebud vid fredskongressen i Rastatt 1799. 
Den 23 december 1803 gifte han sig i Köpenhamns synagoga med Ester Elkan, född 20 mars 1781 i Helsingör, död 16 september 1838 i Köpenhamn. Med henne fick han 11 barn, bland andra Adolf, Albert och David Felix.